# Nam Trung, Tiền Hải
Nam Trung là một xã thuộc huyện Tiền Hải, tỉnh Thái Bình, Việt Nam.
Xã có diện tích 7,83 km², dân số năm 1999 là 10.689 người, mật độ dân số đạt 1.365 người/km².